# Аргентина (площадь)
Площадь Аргенти́ны, на персидском языке звучит как Аржанти́н (перс. آرژانتین‎), и иногда на иностранных языках называется так же — одна из площадей столицы Ирана Тегерана. Площадь назван в честь государства Аргентина, в знак дружбы между Ираном и Аргентиной. Находится в центре города, на историческом районе под неофициальным названием Юсефабад. Вокруг площади расположены множество посольств иностранных государств, офисов крупнейших компаний и предприятий, банков, медицинских центров и больниц. 
Также около площади расположена одна из крупнейших автобусных остановок центра города — Бейхаги. Рядом с площадью также расположены один из крупнейших супермаркетов Тегерана — «Shahrvand», а также крупный европейский универмаг «Hiland». К югу от площади проходит улица Бухарест, названный в честь столицы Румынии. Ближайшие станции тегеранского метро к площади Арджентин: «Мосалла», «Хеммат», «Бехешти», «Мирзае Ширази».